# Grande Prêmio da Áustria de 2022
O Grande Prêmio da Áustria de 2022 (formalmente denominado Formula 1 BWT Grosser Preis Von Österreich 2022) foi a décima primeira etapa da temporada de 2022 da Fórmula 1. Foi disputado em 10 de julho de 2022 no Red Bull Ring, em Spielberg, Áustria.

## Resultados

### Treino classificatório
| 1                        | 1  | Max Verstappen   | Red Bull Racing-RBPT  | 1:05.852 | 1:05.374 | 1:04.984 | 1  |
| 2                        | 16 | Charles Leclerc  | Ferrari               | 1:05.419 | 1:05.287 | 1:05.013 | 2  |
| 3                        | 55 | Carlos Sainz Jr. | Ferrari               | 1:05.660 | 1:05.576 | 1:05.066 | 3  |
| 4                        | 63 | George Russell   | Mercedes              | 1:06.235 | 1:05.697 | 1:05.431 | 4  |
| 5                        | 31 | Esteban Ocon     | Alpine-Renault        | 1:06.468 | 1:05.993 | 1:05.726 | 5  |
| 6                        | 20 | Kevin Magnussen  | Haas-Ferrari          | 1:06.366 | 1:05.894 | 1:05.879 | 6  |
| 7                        | 47 | Mick Schumacher  | Haas-Ferrari          | 1:06.405 | 1:06.151 | 1:06.011 | 7  |
| 8                        | 14 | Fernando Alonso  | Alpine-Renault        | 1:06.016 | 1:06.082 | 1:06.103 | 8  |
| 9                        | 44 | Lewis Hamilton   | Mercedes              | 1:06.079 | 1:05.475 | 1:13.151 | 9  |
| 10                       | 10 | Pierre Gasly     | AlphaTauri-RBPT       | 1:06.589 | 1:06.160 | —        | 10 |
| 11                       | 23 | Alexander Albon  | Williams-Mercedes     | 1:06.516 | 1:06.230 | —        | 11 |
| 12                       | 77 | Valtteri Bottas  | Alfa Romeo-Ferrari    | 1:06.442 | 1:06.319 | —        | 12 |
| 13                       | 11 | Sergio Pérez     | Red Bull Racing-RBPT  | 1:06.143 | 1:06.458 | S/Tempo  | 13 |
| 14                       | 22 | Yuki Tsunoda     | AlphaTauri-RBPT       | 1:06.463 | 1:06.851 | —        | 14 |
| 15                       | 4  | Lando Norris     | McLaren-Mercedes      | 1:06.330 | 1:25.847 | —        | 15 |
| 16                       | 3  | Daniel Ricciardo | McLaren-Mercedes      | 1:06.613 | —        | —        | 16 |
| 17                       | 18 | Lance Stroll     | Aston Martin-Mercedes | 1:06.847 | —        | —        | 17 |
| 18                       | 24 | Guanyu Zhou      | Alfa Romeo-Ferrari    | 1:06.901 | —        | —        | 18 |
| 19                       | 6  | Nicholas Latifi  | Williams-Mercedes     | 1:07.003 | —        | —        | 19 |
| 20                       | 5  | Sebastian Vettel | Aston Martin-Mercedes | 1:07.083 | —        | —        | 20 |
| Tempo dos 107%: 1:09.998 |    |                  |                       |          |          |          |    |
| Fonte:                   |    |                  |                       |          |          |          |    |

Notas
- ↑1  – Sergio Pérez originalmente passou para o Q3 e se qualificou em quarto mas seu tempo de volta mais rápida do Q2 e todos os tempos de volta no Q3 foram deletados por exceder os limites de pista durante o Q2.[2]

### Corrida Classificatória
| Pos.                                                                 | Nu. | Piloto           | Construtor            | Voltas1 | Tempo/Retirado      | Grid      | Grid final | Pontos |
| -------------------------------------------------------------------- | --- | ---------------- | --------------------- | ------- | ------------------- | --------- | ---------- | ------ |
| 1                                                                    | 1   | Max Verstappen   | Red Bull Racing-RBPT  | 23      | 26:30.059           | 1         | 1          | 8      |
| 2                                                                    | 16  | Charles Leclerc  | Ferrari               | 23      | +1.675              | 2         | 2          | 7      |
| 3                                                                    | 55  | Carlos Sainz Jr. | Ferrari               | 23      | +5.644              | 3         | 3          | 6      |
| 4                                                                    | 63  | George Russell   | Mercedes              | 23      | +13.429             | 4         | 4          | 5      |
| 5                                                                    | 11  | Sergio Pérez     | Red Bull Racing-RBPT  | 23      | +18.302             | 13        | 5          | 4      |
| 6                                                                    | 31  | Esteban Ocon     | Alpine-Renault        | 23      | +31.032             | 5         | 6          | 3      |
| 7                                                                    | 20  | Kevin Magnussen  | Haas-Ferrari          | 23      | +34.539             | 6         | 7          | 2      |
| 8                                                                    | 44  | Lewis Hamilton   | Mercedes              | 23      | +35.447             | 9         | 8          | 1      |
| 9                                                                    | 47  | Mick Schumacher  | Haas-Ferrari          | 23      | +37.163             | 7         | 9          |        |
| 10                                                                   | 77  | Valtteri Bottas  | Alfa Romeo-Ferrari    | 23      | +37.557             | 12        | Pit Lane2  |        |
| 11                                                                   | 4   | Lando Norris     | McLaren-Mercedes      | 23      | +38.580             | 15        | 10         |        |
| 12                                                                   | 3   | Daniel Ricciardo | McLaren-Mercedes      | 23      | +39.738             | 16        | 11         |        |
| 13                                                                   | 18  | Lance Stroll     | Aston Martin-Mercedes | 23      | +48.241             | 17        | 12         |        |
| 14                                                                   | 24  | Guanyu Zhou      | Alfa Romeo-Ferrari    | 23      | +50.753             | Pit Lane3 | 13         |        |
| 15                                                                   | 10  | Pierre Gasly     | AlphaTauri-RBPT       | 23      | +52.125             | 10        | 14         |        |
| 16                                                                   | 23  | Alexander Albon  | Williams-Mercedes     | 23      | +52.4124            | 11        | 15         |        |
| 17                                                                   | 22  | Yuki Tsunoda     | AlphaTauri-RBPT       | 23      | +54.556             | 14        | 16         |        |
| 18                                                                   | 6   | Nicholas Latifi  | Williams-Mercedes     | 23      | +1:08.694           | 19        | 17         |        |
| 195                                                                  | 5   | Sebastian Vettel | Aston Martin-Mercedes | 21      | Dano por colisão    | 20        | 18         |        |
| NL                                                                   | 14  | Fernando Alonso  | Alpine-Renault        | 0       | Problema eletrônico | —6        | 19         |        |
| Volta mais rápida: Charles Leclerc (Ferrari) – 1:08.321 (na volta 4) |     |                  |                       |         |                     |           |            |        |
| Fonte:                                                               |     |                  |                       |         |                     |           |            |        |

Notas
- ↑1 – A corrida sprint seria completada em 24 voltas antes de ser descontado por uma volta devido ao procedimento de largada abortada.

- ↑2 – Valtteri Bottas foi obrigado a largar do fundo do grid por exceder os limites de unidade de potência. Ele recebeu uma punição de 10 posições do grid por isso. A punição não faz diferença uma vez que larga do fundo do grid. Ele em seguida foi obrigado a largar do pit lane devido ao ajuste na nova asa traseira.
- ↑3 – Guanyu Zhou se classificou em 18º mas ele largou a corrida sprint do pit lane devido a um problema técnico. Seu lugar no grid foi deixado vago.
- ↑4 – Alexander Albon terminou em 13º mas recebeu uma punição de 5 segundos por forçar Lando Norris a sair da pista.
- ↑5 – Sebastian Vettel foi classificado por ter completado mais de 90% de distância da corrida sprint.
- ↑6 – Fernando Alonso não largou a corrida sprint devido a um problema elétrico. Seu lugar no grid ficou vago. Ele em seguida foi obrigado a largar do fundo do grid por exceder os elementos da unidade de potência. A punição não faz diferença uma vez que larga do fundo do grid.

### Corrida
| Pos.                                                                              | Nu. | Piloto           | Construtor            | Voltas | Tempo/Retirado      | Pit Stop | Pneus | Grid     | Pontos |
| --------------------------------------------------------------------------------- | --- | ---------------- | --------------------- | ------ | ------------------- | -------- | ----- | -------- | ------ |
| 1                                                                                 | 16  | Charles Leclerc  | Ferrari               | 71     | 1:24:24.312         | 3        |       | 2        | 25     |
| 2                                                                                 | 1   | Max Verstappen   | Red Bull Racing-RBPT  | 71     | +1.532              | 3        |       | 1        | 18+11  |
| 3                                                                                 | 44  | Lewis Hamilton   | Mercedes              | 71     | +41.217             | 2        |       | 8        | 15     |
| 4                                                                                 | 63  | George Russell   | Mercedes              | 71     | +58.972             | 2        |       | 4        | 12     |
| 5                                                                                 | 31  | Esteban Ocon     | Alpine-Renault        | 71     | +1:08.436           | 2        |       | 6        | 10     |
| 6                                                                                 | 47  | Mick Schumacher  | Haas-Ferrari          | 70     | +1 volta            | 2        |       | 9        | 8      |
| 7                                                                                 | 4   | Lando Norris     | McLaren-Mercedes      | 70     | +1 volta            | 2        |       | 10       | 6      |
| 8                                                                                 | 20  | Kevin Magnussen  | Haas-Ferrari          | 70     | +1 volta            | 2        |       | 7        | 4      |
| 9                                                                                 | 3   | Daniel Ricciardo | McLaren-Mercedes      | 70     | +1 volta            | 2        |       | 11       | 2      |
| 10                                                                                | 14  | Fernando Alonso  | Alpine-Renault        | 70     | +1 volta            | 3        |       | 19       | 1      |
| 11                                                                                | 77  | Valtteri Bottas  | Alfa Romeo-Ferrari    | 70     | +1 volta            | 2        |       | Pit Lane |        |
| 12                                                                                | 23  | Alexander Albon  | Williams-Mercedes     | 70     | +1 volta            | 2        |       | 15       |        |
| 13                                                                                | 18  | Lance Stroll     | Aston Martin-Mercedes | 70     | +1 volta            | 2        |       | 12       |        |
| 14                                                                                | 24  | Guanyu Zhou      | Alfa Romeo-Ferrari    | 70     | +1 volta            | 2        |       | 13       |        |
| 15                                                                                | 10  | Pierre Gasly     | AlphaTauri-RBPT       | 70     | +1 volta2           | 2        |       | 14       |        |
| 16                                                                                | 22  | Yuki Tsunoda     | AlphaTauri-RBPT       | 70     | +1 volta            | 2        |       | 16       |        |
| 17                                                                                | 5   | Sebastian Vettel | Aston Martin-Mercedes | 70     | +1 volta3           | 2        |       | 18       |        |
| Ret                                                                               | 55  | Carlos Sainz Jr. | Ferrari               | 56     | Unidade de potência | 2        |       | 3        |        |
| Ret                                                                               | 6   | Nicholas Latifi  | Williams-Mercedes     | 48     | Abandonou           | 3        |       | 17       |        |
| Ret                                                                               | 11  | Sergio Pérez     | Red Bull Racing-RBPT  | 24     | Dano por colisão    | —        |       | 5        |        |
| Volta mais rápida: Max Verstappen (Red Bull Racing-RBPT) – 1:07.275 (na volta 62) |     |                  |                       |        |                     |          |       |          |        |
| Fonte:                                                                            |     |                  |                       |        |                     |          |       |          |        |

Notas
- ↑1 – Inclui um ponto pela volta mais rápida.
- ↑2 – Pierre Gasly recebeu uma punição de 5 segundos por causar uma colisão com Sebastian Vettel. Sua posição final não foi afetada pela punição.
- ↑3 – Sebastian Vettel terminou em 16º mas recebeu uma punição de 5 segundos por exceder os limites de pista.

## Curiosidades
- A Ferrari volta a vencer na Áustria após 19 anos desde Michael Schumacher em 2003.
- Segunda corrida seguida que Mick Schumacher pontua.
- Terceiro pódio consecutivo de Lewis Hamilton.
- 5ª vitória de Charles Leclerc na carreira, a terceira na temporada.

## Voltas na liderança
| Nº de Voltas | Piloto | Voltas |
| ------------ | ------ | ------ |
|              |        |        |
|              |        |        |

## 2022DHLFastest Pit Stop Award

### Resultado
| 1      | 3  | Daniel Ricciardo | McLaren-Mercedes      | 2.25 | 25 |
| 2      | 1  | Max Verstappen   | Red Bull Racing-RBPT  | 2.33 | 18 |
| 3      | 6  | Nicholas Latifi  | Williams-Mercedes     | 2.38 | 15 |
| 4      | 55 | Carlos Sainz Jr. | Ferrari               | 2.39 | 12 |
| 5      | 16 | Charles Leclerc  | Ferrari               | 2.41 | 10 |
| 6      | 18 | Lance Stroll     | Aston Martin-Mercedes | 2.42 | 8  |
| 7      | 22 | Yuki Tsunoda     | AlphaTauri-RBPT       | 2.63 | 6  |
| 8      | 31 | Esteban Ocon     | Alpine-Renault        | 2.64 | 4  |
| 9      | 14 | Fernando Alonso  | Alpine-Renault        | 2.73 | 2  |
| 10     | 63 | George Russell   | Mercedes              | 2.79 | 1  |
| Fonte: |    |                  |                       |      |    |

### Classificação
| Tabela do DHL Fastest Pit Stop Award \| Pos \| Construtor \| Pontos \| \| --- \| --------------------- \| ------ \| \| 1 \| Red Bull Racing-RBPT \| 252 \| \| 2 \| McLaren-Mercedes \| 234 \| \| 3 \| Ferrari \| 154 \| \| 4 \| Alpine-Renault \| 111 \| \| 5 \| Williams-Mercedes \| 101 \| \| 6 \| Aston Martin-Mercedes \| 96 \| \| 7 \| Mercedes \| 67 \| \| 8 \| AlphaTauri-RBPT \| 61 \| \| 9 \| Alfa Romeo-Ferrari \| 9 \| \| 10 \| Haas-Ferrari \| 4 \| |                       |        |
| Pos | Construtor            | Pontos |
| 1 | Red Bull Racing-RBPT  | 252    |
| 2 | McLaren-Mercedes      | 234    |
| 3 | Ferrari               | 154    |
| 4 | Alpine-Renault        | 111    |
| 5 | Williams-Mercedes     | 101    |
| 6 | Aston Martin-Mercedes | 96     |
| 7 | Mercedes              | 67     |
| 8 | AlphaTauri-RBPT       | 61     |
| 9 | Alfa Romeo-Ferrari    | 9      |
| 10 | Haas-Ferrari          | 4      |

## Tabela do campeonato após a corrida
Somente as cinco primeiras posições estão incluídas nas tabelas.
| Pos | Piloto           | Pontos | Var |
| --- | ---------------- | ------ | --- |
| 1   | Max Verstappen   | 208    | 0   |
| 2   | Charles Leclerc  | 170    | 1   |
| 3   | Sergio Pérez     | 151    | 1   |
| 4   | Carlos Sainz Jr. | 133    | 0   |
| 5   | George Russell   | 128    | 0   |

| Pos | Construtor           | Pontos |   |
| --- | -------------------- | ------ | - |
| 1   | Red Bull Racing-RBPT | 359    | 0 |
| 2   | Ferrari              | 303    | 0 |
| 3   | Mercedes             | 237    | 0 |
| 4   | McLaren-Mercedes     | 81     | 0 |
| 5   | Alpine-Renault       | 81     | 0 |